# История российского юмора
«Исто́рия росси́йского ю́мора» — многосерийная телепередача производства «Сохо Медиа» при участии «Гайд Парк». Первый телевизионный проект, предметом исследования которого является история развития российского юмора.

## История создания
Идея проекта возникла после успеха «Истории российского шоу-бизнеса». Первоначально ведущим планировалось сделать Игоря Угольникова (в проекте он всё-таки появился, но как гость и объект истории). Съёмки стартовали ещё в 2010 году, а закончились в 2012-м. Таким образом, на создание проекта ушло почти два года. «Историю российского юмора» планировалось показать осенью 2012 года, однако в эфире СТС передача стартовала лишь 2 февраля 2013 года.
5 — 20 выпуски были сняты, но к сожалению их не транслировали на канале СТС из-за низкого рейтинга, но позже эти выпуски транслировались на некоторых других региональных телеканалах, например на Первом Ярославском. Позже они были доступны на платформе More.tv.
Несмотря на то, что в «Истории российского юмора» много говорится о Евгение Петросяне, от съёмок, и интервью в проекте он отказался:

«Досаднее всего, что нет Петросяна. Он отказался. Его несколько затравили в последние годы, и он не хотел появляться в одном проекте с теми, кто его травит».— Борис Корчевников, интервью газете «Коммерсантъ» от 20 августа 2012 года

## Формат
Проект состоит из двадцати серий. Каждая серия посвящена одному году. Повествование начинается с 1987 года — рождения так называемого «нового» юмора. История юмора будет рассматриваться неотрывно от происходивших в то время исторических событий, ведь все они (а именно: путчи, появление «новых русских», распад Советского Союза и попытки построить новое государство) нашли отражение в отечественном юморе и комедийных программах.
В «Истории российского юмора» подробно описывается бум политической сатиры в годы поздней «перестройки», возникновение и расцвет «Аншлага» в 90-х, обновление юмора в 2000-х («Кривое зеркало», «Comedy Club»), появление новых жанров на телевидении — скетчкома («Городок», «6 кадров», «Наша Russia») и ситкома («Моя прекрасная няня», «Папины дочки», «Интерны»), переход от конкурсов в рамках КВН к мемам и фотоколлажам в социальных сетях.

### Рубрики
- Вещи года
- Анекдот года

## Ведущие
- спортивный комментатор и журналист Василий Уткин
- актёр и журналист Борис Корчевников

## Герои фильма
В проекте принимали участие или стали его героями: Геннадий Хазанов, Михаил Задорнов, Михаил Жванецкий, Александр Масляков, Регина Дубовицкая, Евгений Петросян, Юрий Стоянов, Владимир Винокур, Ефим Шифрин, Максим Галкин, Михаил Шац, Татьяна Лазарева, Иван Ургант, Гарик Мартиросян, Михаил Галустян и многие другие, а также деятели общественной и политической жизни России Анатолий Чубайс, Никита Михалков, Владимир Жириновский.

## Критика
- Программа критикуется за «отсутствие собственно юмора»:

«В чём смысл? Блюдо с несбалансированным вкусом и сомнительным ароматом подается нам как «История». Множество не связанных ни друг с другом, ни с юмористической темой фрагментов бросается в эфир. Практически наугад.»— 